# 퉁촨구

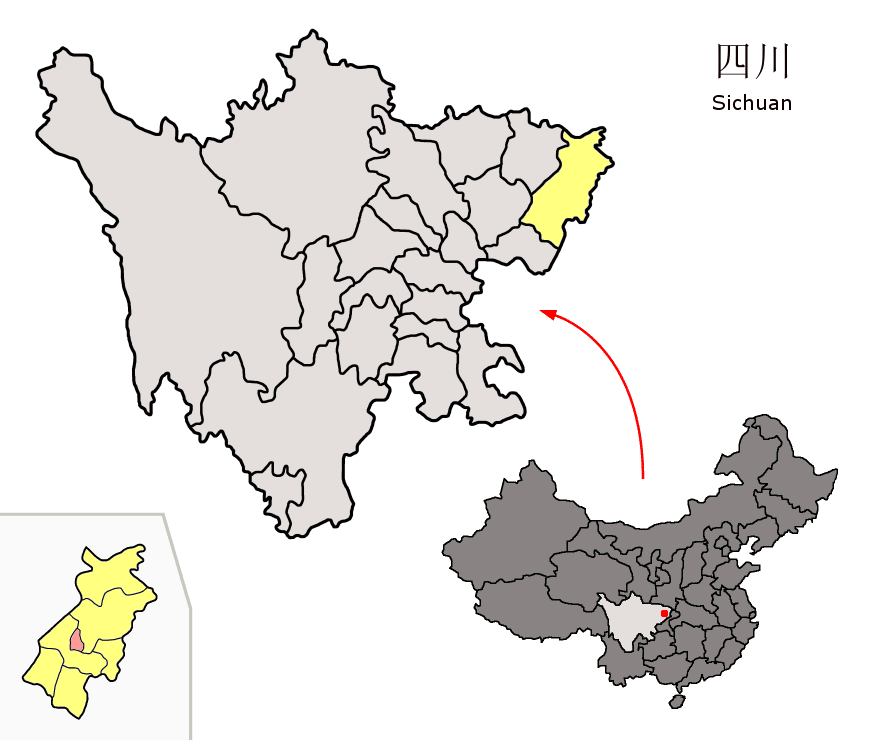
퉁촨 구의 위치

퉁촨구(한국어: 통천구, 중국어: 通川区, 병음: Tōngchuān Qū)는 중화인민공화국 쓰촨성 다저우 시의 현급 행정구역이다. 넓이는 451km2이고, 인구는 2007년 기준으로 410,000명이다.

## 기후
연평균 기온은 17.3°C이고 연평균 강수량은 1185mm이다.

## 행정 구역
3개 가도, 7개 진, 3개 향을 관할한다.
- 가도: 东城街道, 西城街道, 朝阳街道.
- 진: 西外镇, 北外镇, 罗江镇, 蒲家镇, 复兴镇, 双龙镇, 魏兴镇.
- 향: 盘石乡, 东岳乡, 新村乡.